# Jardín Botánico de la Universidad de Klaipeda

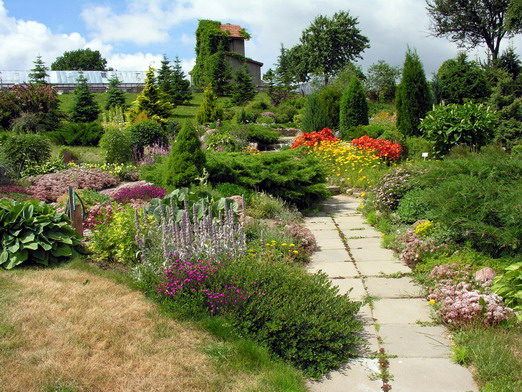
Jardín botánico de la Universidad de Klaipeda.

El Jardín Botánico de la Universidad de Klaipeda (en lituano: Klaipédos Universiteto Botanikos Sodas) es un jardín botánico de unas 9,5 hectáreas de extensión. Depende administrativamente de la Universidad de Klaipeda. Este jardín botánico es miembro del BGCI, y su código de identificación internacional es KLAI.

## Localización
Botanical Garden of Klaipeda University (Jardín Botánico de la Universidad de Klaipeda), Kretingos str 92 Klaipeda, 92327 Lituania
- Teléfono: 8-46-39833, 398832

## Historia
El jardín botánico de la universidad de Klaipeda fue fundado en 1993 por el profesor A. M. Olšauskas. 

## Colecciones
Entre sus colecciones de plantas vivas, son de destacar :
- Plantas medicinales con 210 taxones,
- Plantas aromáticas y especias con 50 taxones,
- Árboles y arbustos, 440 taxones,
- Plantas herbáceas, 325 taxones.